# Bahaa el-Din Ahmed Hussein El-Akkad
Bahaa el-Din Ahmed Hussein El-Akkad (* 1949 in Ägypten) ist der ehemalige Leiter einer Moscheengemeinschaft, der im April 2005 zum christlichen Glauben konvertiert ist. Über 20 Jahre lang gehörte El-Akkad einer gewaltlosen islamischen Fundamentalistengruppe an, die Nichtmuslime zum Islam bekehren will. Nach Gesprächen mit einem Christen, einem Bibelstudium und Gebeten fand er selbst zum christlichen Glauben.
Am 6. April 2005 wurde er wegen des „Verdachtes der Blasphemie gegen den Islam“ verhaftet. Obwohl seine Freilassung von einem Gericht in Kairo am 30. Juli 2006 angeordnet wurde, ignorierte die Geheimpolizei SSI diesen Beschluss und verlegte El-Akkad im September in das besonders für politische Islamisten bestimmte Hochsicherheitsgefängnis Wadi el-Natroun. Er wurde am 30. April 2007 freigelassen.
Bahaa el-Din Ahmed Hussein El-Akkad ist verheiratet und hat drei Kinder.